# Маскоги (Оклахома)
Маскоги (англ. Muskogee) — город в округе Маскоги, штат Оклахома, США. Центр округа и крупнейший город в округе.

## География
Маскоги расположен в 48 милях к юго-востоку от Талсы.
Общая площадь города 100 км², из них 97 км² земель и 3,6 км² вода.
Город является экономическим центром восточной части Оклахомы, здесь расположен порт Маскоги на реке Арканзас.

## Демография
По данным переписи населения США на 2010 год численность населения города Маскоги составляла 39223 человека.
По данным переписи 2000 года численность населения города Маскоги составляла 38310 человека, насчитывалось 15523 домашних хозяйства. Плотность населения составляла 396,1 человек на км², плотность размещения жилья — 181,1 на км². Расовый состав: 61,12 % белые, 0,9 % азиаты, 17,9 % чернокожие, 12,34 % коренных американцев, 1,57 % другие расы, 6,16 % потомки двух и более рас.
По состоянию на 2000 год медианный доход на одно домашнее хозяйство в городе составлял $26418, доход на семью $33358. У мужчин средний доход $28153, а у женщин $20341. Средний доход на душу населения $15351. 14,6 % семей или 19,2 % населения находились ниже порога бедности, в том числе 25,9 % молодёжи младше 18 лет и 14,3 % взрослых в возрасте старше 65 лет.

## Образование

### Школы
- Публичная школа Маскоги
- Публичная школа Хиллдейл
- Оклахомская школа для слепых

### Колледжи и университеты
- Коннорс-колледж
- Индейский технологический центр
- Колледж Бэкон
- Северо-Восточный университет

## Транспорт
Город имеет транспортное сообщение с другими штатами через автодороги U.S. Route 62, U.S. Route 64, U.S. Route 69. Также через город проходит шоссе штата 165.